# بني تور (قصيبية)
بني تور هي إحدى مشيخات المملكة المغربية، تتبع جغرافيا لإقليم سيدي سليمان وإداريًا لقصيبية. يقدر عدد سكانها بـ 11134 نسمة حسب الإحصاء الرسمي للسكان والسكنى لسنة 2004.